# Sint-Thomas van Kantelbergkerk

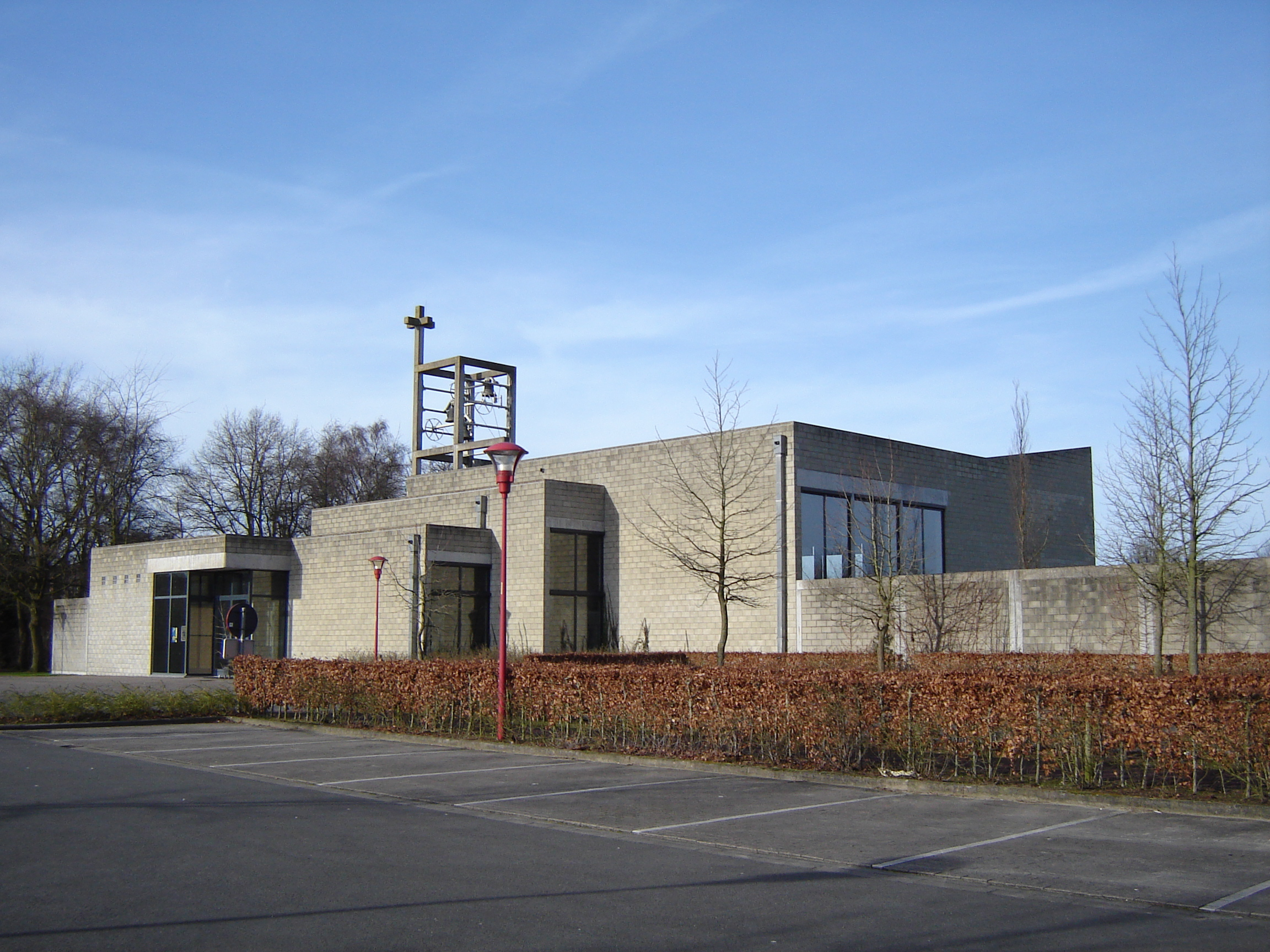
Sint-Thomas van Kantelbergkerk

De Sint-Thomas van Kantelbergkerk is de parochiekerk van Male, tegenwoordig behorend tot Sint-Kruis, deelgemeente van de Belgische stad Brugge. De kerk ligt aan Brieversweg 332 / Peelaertplein.
De parochie werd opgericht in 1961 en de diensten werden gevierd in een noodkerk. De definitieve kerk werd gebouwd in 1995 naar ontwerp van Herman Markey. Het is een modernistisch doosvormig kerkgebouw met plat dak en een open betonnen klokkentoren. Verder een lagere ingangspartij en enkele nevenzalen, eveneens lager dan de kerkzaal. De kerk werd uitgevoerd in betonsteen. De kerkzaal is rechthoekig en heeft een vlak, met hout afgewerkt, plafond.
De kerk is vernoemd naar Thomas Becket (ook wel Saint Thomas of Canterbury).